# Topper Headon
Nicholas Bowen Headon, más conocido como Topper Headon (Kent, Inglaterra, 30 de mayo de 1955), es un baterista británico, recordado por ser el baterista de la banda de punk rock The Clash durante 1977 a 1982.

## Biografía
Headon fue reclutado para The Clash luego de que el baterista original, Terry Chimes, abandonara la banda tras la emisión del álbum debut The Clash UK. Según sus propias palabras, en un principio pretendía permanecer en el grupo hasta ganar suficiente renombre como para integrar una banda de mayor importancia y que se adecuara más a sus gustos musicales como el jazz y el soul, sin embargo, decidió quedarse finalmente al ver el potencial musical de The Clash. El cantante y guitarrista Joe Strummer, dijo en el documental Westway to the World que la destreza de Topper y su capacidad para tocar muchos estilos musicales más allá del rock fueron una parte clave para el éxito de la banda. Sumado a esto, el productor Sandy Pearlman lo definió como la caja de ritmos humana por su perfección tempística. Headon compuso e interpretó casi por su exclusiva cuenta el hit "Rock the Casbah" del álbum Combat Rock tocando la batería, el piano y el bajo en la grabación. Además, compuso y cantó el tema "Ivan Meets G.I. Joe" de Sandinista!.
En 1982, los otros miembros del grupo decidieron expulsar a Headon ya que su adicción a la heroína estaba afectando tanto su salud como su capacidad para tocar la batería. Su reemplazante en principio fue nuevamente Terry Chimes y luego Pete Howard. Topper abandonó la banda el 10 de mayo del 82, antes de empezar el Combat Rock tour
Luego de The Clash, Topper estuvo cerca de unirse a la banda Big Audio Dynamite de su excompañero en Clash Mick Jones pero, dada su aún severa adicción, se mantuvo al margen. En 1986, Headon grabó el álbum solista Waking Up que tuvo poca difusión comercial. Ese mismo año, debió cumplir una condena por proveer drogas y, tras salir de prisión, entró en una clínica de rehabilitación para curarse finalmente de su adicción.
Desde la separación de The Clash, el baterista se ha mantenido al margen de la escena pública apareciendo únicamente en el documental Westway to the World donde fue entrevistado junto al resto de los miembros del grupo. En el mismo, se disculpó por los efectos que causó su adicción pero admitió que no se arrepentía de nada y que si no lo hubieran expulsado probablemente la banda no se habría separado tan pronto.